# Estación de Alcantarilha-Praia de Armação de Pêra
La Estación Ferroviaria de Alcantarilha, igualmente conocida como Estación de Alcantarilha-Praia de Armação de Pêra, es una plataforma ferroviaria de la Línea del Algarve, que sirve a las parroquias de Alcantarilha, en el Distrito de Faro, en Portugal.

## Características y servicios
En 2004, esta estación tenía dos vías de circulación. En 2011, ambas líneas presentaban 243 metros de longitud; la primera plataforma poseía 105 metros de longitud, y la segunda, 235 metros, contando ambas plataformas con 40 centímetros de altura.
La estación era, en febrero de 2012, utilizada por servicios Regionales de pasajeros, operados por la transportista Comboios de Portugal.

## Historia
El tramo entre Poço Barreto y Silves (Portugal) del entonces denominado Ramal de Portimão, donde se insertaba esta plataforma, fue oficialmente abierto al servicio el 1 de febrero de 1902. En 1992, este tramo fue insertado en la Línea del Algarve, según el Decreto de ley n.º 116, del 20 de junio de 1992.